# La Prisonnière (roman)
Pour les articles homonymes, voir La Prisonnière.
La Prisonnière est le cinquième tome d'À la recherche du temps perdu de Marcel Proust publié en 1923 à titre posthume.

## Résumé
Le thème principal de ce volume est la relation possessive et jalouse qu'entretient le narrateur avec sa compagne Albertine. Après être rentré de Balbec avec elle, il la laisse habiter dans une pièce de l'appartement de ses parents en leur absence, et ce malgré un avis négatif de sa mère ou les hostilités de Françoise sa domestique. Le narrateur est maladivement jaloux d'Albertine qu'il soupçonne d'être attirée par les femmes. Il fait surveiller ses sorties, celle-ci sortant presque tous les jours avec son amie Andrée, à qui le narrateur fait confiance. 
Le narrateur est tiraillé dans ses sentiments envers Albertine, qu'il souhaite parfois quitter mais les soupçons de tromperies ravivent l'intérêt qu'il a pour elle. De plus Albertine, d'un milieu plus modeste que le narrateur, gagne en intelligence et en raffinement avec le temps, celle-ci se mettant à porter des tenues de grand couturier achetées sur les conseils de la Duchesse de Guermantes (notamment des robes de Fortuny qui sont souvent mentionnées au cours du roman). Malgré des petits moments de bonheur, notamment les soirées où le couple lit ou fait de la musique, le narrateur est de plus en plus tourmenté par les mensonges d'Albertine, ce qui l'empêche de travailler. Le narrateur y apprend aussi la mort de Bergotte atteint d'un malaise alors qu'il regardait un tableau de Vermeer, la Vue de Delft (un accident qui était arrivé à Proust lui-même).
Le narrateur apprend qu'Albertine souhaite se rendre dans une soirée chez les Verdurin où le baron de Charlus va faire jouer une sonate de Vinteuil. Craignant qu'Albertine risque d'y croiser la fille du compositeur (que le narrateur a surpris, enfant), il fait en sorte que celle-ci décommande et s'y rend sans lui dire. Alors qu'il se rend à la soirée, il y croise en chemin le Baron de Charlus et Brichot, on apprend la mort de nombreux personnages par prétérition (Swann, Cottard, Mme de Villeparisis). La relation entre Charlus et Morel est toujours agitée et celui-ci espère que l'exécution de la sonate de Vinteuil par Morel lui permettra de faire obtenir une distinction à son protégé. 
Toutefois au cours de la soirée, Charlus néglige Mme Verdurin, les invités ignorent la maîtresse de maison et Charlus récolte la gloire de la soirée. Celle-ci profite du départ des invités pour se venger de Charlus, faisant courir des ragots mensongers sur son compte : il traînerait dans des affaires louches et la police l'aurait à l'œil. Mme Verdurin arrive même à retourner Morel contre Charlus. Sonné, celui-ci part sans exercer de représailles, ce à quoi le narrateur s'attendait. Contrairement à ce que le narrateur redoutait, la fille de Vinteuil n'était pas présente chez les Verdurin.
A son retour de la soirée, le narrateur et Albertine se fâchent. Celle-ci lui avoue avoir plusieurs fois menti, et le narrateur finit par souhaiter qu'ils se séparent. Il se ravise en apprenant une nouvelle fois qu'Albertine a connu une autre femme lesbienne (cette fois-ci Esther, la cousine de Bloch). Chagriné il propose de renouer avec la jeune fille. Au cours des jours qui suivent, il la comble de cadeaux, au désarroi de Françoise qui surnomme Albertine « la princesse ». Le narrateur est de plus en plus tiraillé entre son envie de quitter Albertine, sa jalousie et un mystère qui lui échappe, malgré ses envies d'en faire de plus en plus sa « prisonnière ». 
Un matin, alors qu'il souhaite enfin se détacher d'Albertine et partir à Venise, Françoise apprend au narrateur qu'Albertine est partie sans le prévenir. Cet événement inattendu marque le passage de La Prisonnière à La Fugitive (ou Albertine disparue).

## Adaptation
En 2000, l'œuvre est librement adaptée au cinéma par Chantal Akerman, assistée pour l'écriture par Eric de Kuyper, sous le titre La Captive, avec Sylvie Testud et Stanislas Merhar.

## Livres audio
Édition commerciale
- Marcel Proust (auteur) et André Dussollier (narrateur), La Prisonnière, Paris, Éditions Thélème, 16 novembre 2006 (ISBN 978-2-87862-529-5, BNF 41477518)Support : 15 disques compacts audio ; durée : 17 h 11 min environ ; référence éditeur : Éditions Thélème 832. Note : l'œuvre avait été précédemment éditée par Thélème sous forme de trois coffrets séparés de 5 disques audio chacun.

Édition gratuite
- Marcel Proust (auteur) et Pomme (narratrice), La Prisonnière, litteratureaudio.com, 6 mai 2012 (écouter en ligne)Téléchargement MP3, sous forme de fichiers séparés ou d'archives groupées ; durée : 19 h 34 min environ.